# 日本を護る市民の会
日本を護る市民の会（にほんをまもるしみんのかい）は日本の右派系市民団体。略称は日護会（にちごかい）。

## 概要
平成19年（2007年）12月に結成された。代表は黒田大輔。副代表は行本慎一郎、相良宗介、事務局長は高山あずさ。会員数は公表していないがG2に対して黒田代表は「会員数は約500人」（平成23年・2011年現在）と述べている。
かつては行動する保守に分類される団体であった。実際、在特会の桜井誠らとも街宣やイベントなどで共闘していた。しかし現在では行動する保守系団体とは断絶し、HP上でも関係を否定している。

## 日護会の支部
- 埼玉県
- 千葉県
- 神奈川県（相良宗介）
- 関西総局（仲村兼栄）
- 福岡県

（）内は局長名又は支部長名。日護会京都支部は関西総局として改編された。

## 主な活動
- 「右派系市民団体」とマスコミからは位置づけられている[6]。
- 街宣活動を繰り返し、その模様を映像に収め、インターネットの動画サイトに投稿して公開している[4]。
- 活動では主に創価学会[3]・民主党・公明党・旧社会党系を批判している。
- 「行動する保守運動」として、在日特権を許さない市民の会（在特会）、主権回復を目指す会などと共同で活動を行うことも多かった[1]。現在は関係を途絶（後述参照）、特に在特会は「お恥ずかしい性犯罪者を擁護している」として非難している。
- 「毎日新聞変態祭り」と称して、毎日デイリーニューズWaiWai問題に対する抗議活動を行なった。
- しばしば反外国人地方参政権・反創価学会のデモ活動を行なっている。反創価学会活動の主旨としては、宗教団体課税の強化を要求している。
- 平成22年（2010年）の東京都青少年の健全な育成に関する条例改正案に反対する街宣活動及び都議会議員への陳情を行なった。
- 平成22年（2010年）の第22回参議院議員通常選挙では、主に埼玉県内で創価学会を攻撃するビラを深夜にポスティングした。
- 平成22年（2010年）8月、活動拠点を代表が経営する企業の所在地である千葉県浦安市のマンションから新宿区信濃町内の賃貸マンションに移転（公式な事務所の所在地は浦安を維持）。正確な所在地は公表しなかったが、引っ越しの様子をニコニコ動画で自ら中継していたため閲覧者に所在地を特定された。
- 平成22年（2010年）10月、副代表・護国鬼十郎（“護国の鬼”にちなむ変名）が離任。黒田は日護会のブログにて詳細には触れないものの「彼の異常な行動については、退会後にもいくつか露見しており」などと非難している。また本件に絡んで黒田大輔代表が当時在籍していた在特会との対立（日護会を除名された男性会員こと護国鬼十郎を在特会が会員として受け入れた為[2]）、同会除名[7]、民事訴訟などのトラブルに発展している。
- 平成23年（2011年）6月活動拠点および公式事務所兼代表自宅を創価学会本部近くの新宿区南元町に移転[8]。なお、具体的な番地は公表していないがニコニコ動画の生中継で帰宅の様子を公開している。
- 活動に際して多くのトラブルを起し、黒田大輔代表を被告とした民事訴訟を数多く起されている。

## 沿革
- 平成21年6月7日、東大和市周辺を東村山市議会議員の矢野穂積、朝木直子、集団ストーカー被害者を自称する者とともに矢野らが作成した北多摩市民新聞をポスティングした[9]。
- 平成21年（2009年）11月21日 - 東京の銀座にて、日護会主催のデモを開催。デモでは毎日新聞（「毎日変態新聞」と批判した）・朝日新聞（「脱税朝日」と批判した）・NHK（「捏造NHK」と批判した）・カルト宗教・創価学会・外国人参政権・外国人住民基本法を批判した。他にも殺人罪の時効撤廃を訴えていた（当時は殺人罪に時効が存在した）[10]。
- 平成22年（2010年）8月15日 - 東京の靖国神社付近の九段下交差点で行動する保守関連団体と共に反天連に対して抗議活動を行なった。
- 平成23年（2011年）7月20日 - 黒田代表が名誉毀損容疑で逮捕される（起訴猶予処分）[11]。この日以降、日護会の活動は事実上停止している。